# Korobkîne, Rovenkî
Korobkîne (în ucraineană Коробкине) este un sat în așezarea urbană Klenovîi din orașul regional Rovenkî, regiunea Luhansk, Ucraina.

## Demografie
Componența lingvistică a localității Korobkîne
     Rusă (79,71%)
     Ucraineană (18,84%)
Conform recensământului din 2001, majoritatea populației localității Korobkîne era vorbitoare de rusă (79,71%), existând în minoritate și vorbitori de ucraineană (18,84%).